# Multibody simulation
La simulazione multicorpo (MBS) è un metodo di simulazione numerica in cui i sistemi multicorpo sono composti da vari corpi. I corpi possono essere sia rigidi che elastici e le loro connessioni vengono modellate con vincoli cinematici (come giunti) o elementi di forza (come ammortizzatori a molla). 
La simulazione multicorpo è uno strumento utile per condurre l'analisi del movimento. 
Il cuore di qualsiasi programma software di simulazione multicorpo è il risolutore . Il risolutore non è altro che un insieme di algoritmi di calcolo che risolvono le equazioni del moto arrivando alla descrizione cinematica.

## Equazioni del moto
Le equazioni del moto sono utilizzare per descrivere il comportamento dinamico di un sistema multicorpo. 
Tipicamente sono derivate dall'equazione di Newton Eulero o tramite un approccio Lagrangiano.
L'approccio Lagrangiano prevede di descrivere il corpo rigido tramite la lagrangiana somma di energia cinetica e potenziale. I vincoli vengono inclusi mediante il vettore dei moltiplicatori e lo Jacobiano delle equazioni di vincoli. 
{\displaystyle L=T-V}
{\displaystyle L^{*}=L-\lambda \Psi =T-V-\lambda \Psi }
Quindi minimizzandone il contributo si arriva ad un sistema di equazioni.
{\displaystyle {\frac {d}{dt}}\left({\frac {\partial L^{*}}{\partial {\dot {q}}_{j}}}\right)-{\frac {\partial L^{*}}{\partial q_{j}}}=0}
Ovvero:
{\displaystyle {\begin{aligned}&{[M]\{{\ddot {q}}\}+\left[\Psi _{q}\right]^{T}\{\lambda \}=\left\{F_{e}\right\}}\\&\{\Psi \}=\{0\}\end{aligned}}}

## Flessibilità dei corpi
Nei casi in cui l'elasticità dei corpi influisce sulla cinematica e sulla dinamica del sistema è necessario portarla in conto nell'analisi multibody. 
Per portare in conto l'elasticità dei corpi esistono tre approcci principali:
- Discrete flexible multibody, in cui il corpo flessibile viene diviso in un insieme di corpi rigidi connessi da rigidezze elastiche rappresentative dell'elasticità del corpo.
- Condensazione modali, in cui l'elasticità viene descritta tramite un numero finito di modo di vibrare del corpo sfruttando i gradi di libertà legati all'ampiezza del modo.
- Full flex, in cui viene portata in conto tutta la flessibilità del corpo